# Mundilfare (måne)
Mundilfare er en af planeten Saturns måner: Den blev opdaget den 23. september 2000 af John J. Kavelaars og Brett J. Gladman, og fik lige efter opdagelsen den midlertidige betegnelse S/2004 S 9. Senere har den Internationale Astronomiske Union vedtaget at opkalde den efter jætten Mundilfare fra den nordiske mytologi. Måne Mundilfare kendes desuden også under betegnelsen Saturn XXV.
Mundilfare har en forholdsvis høj massefylde sammenlignet med andre Saturn-måner, og man formoder at den består af en blanding af vand-is og klippemateriale. Månen har en temmelig mørk overflade, der kun tilbagekaster 6 % af det lys der falder på den.
| Astronomi | Spire Denne artikel om astronomi er en spire som bør udbygges. Du er velkommen til at hjælpe Wikipedia ved at udvide den. |